# Eutima variabilis
Eutima variabilis är en nässeldjursart som beskrevs av Edward McCrady 1859. Eutima variabilis ingår i släktet Eutima och familjen Eirenidae. Inga underarter finns listade i Catalogue of Life.